# Donrussellia
Donrussellia — рід адапіформних приматів, що жили в Європі в ранньому еоцені. Вважається однією з найдавніших адапіформ, причому D. magna має спільні риси з Cantius.